# Myleus ternetzi
Myleus ternetzi és una espècie de peix de la família dels caràcids i de l'ordre dels caraciformes.

## Morfologia
- Els mascles poden assolir 23,1 cm de llargària total.[5]

## Hàbitat
Viu en zones de clima tropical entre 20 °C - 25 °C de temperatura.

## Distribució geogràfica
Es troba a Sud-amèrica: rius de les Guaianes.